# Alice Kandalft Cosma
Alice Kandalft Cosma war eine syrische Pädagogin, Frauenrechtlerin und Diplomatin in der Mitte des 20. Jahrhunderts.

## Leben
Alice Kandalft Cosma hatte eine Ausbildung am namhaften Teachers College der  Columbia University in New York abgeschlossen. Sie wurde Leiterin der Doha National School of Damascus. Seit 1939 arbeitete sie im syrischen Erziehungsministerium. Sie war eine der Organisatorinnen der  Arab Women's National League in Syria.
Sie war 1947 eine der 15 Gründungsmitglieder der UN-Frauenrechtskommission, die wesentlich zur Formulierung der Allgemeinen Erklärung der Menschenrechte beitrug. Sie folgte Angela Jurdak als Berichterstatterin in diesem Gremium.